# We Are Never Ever Getting Back Together
We Are Never Ever Getting Back Together (lit. ‘Mai Més Tornarem A Sortir Junts’) és la vuitena cançó i el senzill principal del quart àlbum d'estudi de la cantant i compositora estatunidenca Taylor Swift, Red (2012). La cançó, que Swift va coescriure i coproduir amb Max Martin i Shellback, fou llançada el 13 d'agost de 2012 per Big Machine Records.
"We Are Never Ever Getting Back Together" és una combinació de molts estils pop que conté sintetitzadors de pulsació, riffs de guitarra processats, bateria i un pont parlat. La seva lletra expressa la frustració de Swift amb un examant que vol revivar la seva relació. Una versió alternativa es va publicar a la ràdio nacional dels EUA el 21 d'agost de 2012.
El vídeo musical de la cançó es va estrenar el 30 d'agost de 2012 a MTV i CMT per a promocionar el senzill, i l'endemà es va publicar al canal VEVO de l’artista a YouTube. La cantant va interpretar el tema en diversos esdeveniments, com ara els MTV Vídeo Music Awards i els MTV Europe Music Awards. També va incloure la cançó a les llistes de set de tres de les seves gires mundials: el Red Tour (2013–14), el 1989 World Tour (2015) i el Reputation Stadium Tour (2018). La cançó va guanyar el premi Billboard Music Award a la millor cançó country i va rebre nombroses nominacions, entre les quals destaquen dues nominacions als World Music Awards, els Premis Grammy a la categoria d'enregistrament de l'any, els premis People's Choice Awards a la cançó favorita de l'any i els CMT Music Award al millor vídeo musical.
Existeix una versió de la cançó que s’inclou en la regravació de l’àlbum Red que Swift realitzà el 2021.

## Recepció

### Comentaris de la crítica
El tema va rebre comentaris mixtos per part dels crítics. Alguns van elogiar la cançó per la seva melodia enganxosa i el format ideal per a ràdio. El diari Daily News va escriure que: «És una altra cançó pop lleugera amb una tornada que ni tan sols els sords es poden perdre. Com era d'esperar, aquesta pren una mica de l'olor del senzill més exitós de l'any fins avui, "Call Me Maybe"». La revista Billboard va dir que «"We Are Never Ever Getting Back Together" és la cançó més divertida que la superestrella country ha gravat fins al moment». D'altres, van criticar negativament la lletra, perquè consideraven que es trobava per sota de les habilitats compositives de la cantant. Allison Chopin de Crushable va opinar que «aquestes lletres no tenen més habilitat artística que un missatge de text, o una nota ficada en el caseller d'un estudiant de setè grau».
En termes d’influències, alguns crítics van destacar la influència d'Avril Lavigne: Carina Adly MacKenzie de Zap2it.com va dir que: «Martin també va treballar amb Avril Lavigne en quatre cançons per al seu àlbum Goodbye Lullaby, així que no és estrany que la nova cançó de Swift tingui molt so Avril en ella». Grady Smith d'Entertainment Weekly també va esmentar a Lavigne a la seva crítica i va comentar que la pista «sona com una més brillant i polida melodia d’Avril Lavigne, amb un innegable i instantàniament enganxós hook». Bill Lamb d'About.com va assenyalar la presència d’una certa influència de Katy Perry en el tema, que va en consonància amb l'actitud de Swift i l’enfocament pop de la cançó, diferent de l’estil country dels anteriors temes de la intèrpret. El mateix crític va elogiar el vers «And you, will hide away and find your piece of mind with some indie record that's much cooler than mine» —en català: «I tu, t'amagaràs i trobaràs la teva tranquil·litat amb algun disc indie que és molt més genial que el meu»— per la seva lírica. També va opinar que «Taylor Swift ha adoptat completament la música pop comercial». En la mateixa línia, Grady Smith va assenyalar que “We Are Never Ever Getting Back Together” «no és molt country» i que és «menys madura que les cançons de trencament de Speak Now com "Back to December"». David Malitz de The Washington Post va escriure que: «L'èmfasi aquí està molt més en el pop que en la part country de l'equació» i va afegir que la tornada és «enganxosa».

### Recepció comercial
El senzill obtingué una recepció comercial molt positiva, convertint-se en un dels temes més exitosos de la carrera de Swift. L’èxit comercial fou instantani: A cinquanta minuts del seu llançament, es va situar en la primera posició de la llista de senzills més comprats en iTunes, la qual cosa la va convertir en la cançó venuda més ràpidament en la història fins a 2014, títol que anteriorment ostentava "Born This Way" de Lady Gaga. La setmana del 19 d'agost de 2012 va vendre 623.000 còpies només als Estats Units, la qual cosa li va permetre saltar de la posició 72 al lloc número 1 a la llista Billboard Hot 100 la setmana del 26 d’agost, registrant un dels salts d'una setmana més grans de la història de les llistes i la primera vegada que una cançó de la intèrpret encapçalava la llista.
Aquestes mateixes vendes la van convertir en la cançó d'una artista femenina millor venuda en una setmana, superant a "Tik Tok" de Kesha, que va vendre 610.000 còpies la setmana del 9 de gener de 2010. A més, es va convertir en la segona cançó a la història amb més vendes en el mateix període, només darrere de "Right Round" de Flo Rida, que va vendre 636.000 còpies al febrer de 2008. D'altra banda, va encapçalar la llista Hot Country Songs nou setmanes consecutives, que la va convertir en la cançó d'una artista femenina que va aconseguir romandre més setmanes al número 1, rècord que anteriorment posseïa «Once a Day» de Connie Smith, per haver-se mantingut al cim de la llista vuit setmanes. A més a més, va assolir el número 1 al Canadà i Nova Zelanda, va arribar a estar entre els deu primers llocs de les llistes del Japó, Austràlia, Escòcia, Irlanda, Regne Unit, Noruega i Espanya, es va situar al número 2 i 3 de les llistes Pop Songs i Radio Songs i va aparèixer a les llistes de Cap d'Any de Rolling Stone i Time, essent nomenada la segona i la quarta millor cançó de 2012, respectivament. A causa de l’èxit de vendes —l’última setmana de gener de 2013 havia venut aproximadament 3.284.000 còpies només als Estats Units—, la RIAA li va atorgar tres discs de platí, que més endavant es convertirien en quatre. A Austràlia va aconseguir la posició número 3, i l'ARIA la va certificar amb quatre discs de platí per haver superat les 280.000 còpies en nombre de vendes. També va rebre certificacions multiplatí al Japó i Nova Zelanda.

## Vídeo musical
El vídeo musical del senzill fou llançat el 30 d'agost de 2012 a MTV, CMT i TeenNick com a promoció del tema. L'endemà, es va transmetre per primera vegada a VH1 i es va publicar al canal VEVO de Swift a YouTube, amb una durada de 3 minuts i 35 segons. Al novembre de 2022, compta amb més de 700 milions de visualitzacions a YouTube.
El vídeo fou dirigit per Declan Whitebloom, qui anteriorment havia dirigit altres vídeos de Swift com “Mean” i “Ours”. Es va filmar amb una càmera Sony F65 Cinealta en una sola presa contínua. També és el primer vídeo musical a la història en ser filmat en resolució 4K. Per a la filmació, Swift va usar cinc vestuaris diferents.
A l’inici, Swift apareix amb un pijama de colors explicant els esdeveniments de la seva relació amb el seu ex-xicot (interpretat per Noah Mills). A continuació, el vídeo passa amb la intèrpret anant a la sala d'estar, on la seva banda es vesteix amb disfresses d'animals mentre canta la tornada cançó. Després, el vídeo mostra una pantalla dividida en un menjador i una discoteca, en què els dos examants mantenen una conversa telefònica fins que Swift penja. Posteriorment, se’ls torna a veure en un camió discutint i fent un passeig en un parc. El vídeo finalitza a la sala d'estar, on la intèrpret tanca la porta a la cara de l’exparella i s’ajeu a la vora de la finestra del principi del relat.
El vídeo va tenir una recepció positiva per part dels crítics. James Montgomery d'MTV va dir que en el vídeo «hi ha una qualitat infantil, que recorda al millor treball del director francès Michel Gondry». La revista Rolling Stone va comentar que Swift es manté «ferma» en el vídeo, mentre «llança una insolència tenaç». D'altra banda, David Greenwald de Billboard el va qualificar com una «celebració peculiar».

## Posicionament a les llistes

### Setmanals
| País              | Llista                    | Millor posició |
| 2012              | 2012                      | 2012           |
| ----------------- | ------------------------- | -------------- |
| Alemanya          | German Singles Chart      | 21             |
| Austràlia         | Australian Singles Chart  | 3              |
| Àustria           | Ö3 Austria Top 75         | 22             |
| Bèlgica (Flandes) | Ultratop 50               | 26             |
| Bèlgica (Valonia) | Ultratop 50               | 30             |
| Canadà            | Canadian Hot 100          | 1              |
| Dinamarca         | Tracklisten               | 18             |
| Escòcia           | Scottish Singles Charts   | 3              |
| Eslovàquia        | Radio Top 100             | 41             |
| Espanya           | Spanish Singles Chart     | 9              |
| Estats Units      | Billboard Hot 100         | 1              |
| Estats Units      | Pop Songs                 | 2              |
| Estats Units      | Radio Songs               | 3              |
| Estats Units      | Digital Songs             | 1              |
| Estats Units      | Country Songs             | 1              |
| Finlàndia         | Finnish Singles Charts    | 18             |
| França            | French Singles Chart      | 18             |
| Hongria           | Rádiós Top 40             | 9              |
| Irlanda           | Irish Singles Chart       | 4              |
| Japó              | Japan Hot 100             | 2              |
| Noruega           | Norwegian Singles Chart   | 6              |
| Nova Zelanda      | New Zealand Singles Chart | 1              |
| Països Baixos     | Dutch Top 40              | 24             |
| Regne Unit        | UK Singles Chart          | 4              |
| República Txeca   | Radio Top 100             | 26             |
| Suècia            | Swedish Singles Chart     | 16             |
| Suïssa            | Swiss Single Chart        | 21             |

## Premis i nominacions
El senzill «We Are Never Ever Getting Back Together» va rebre diverses nominacions en diferents cerimònies de premis. A continuació, es mostra una llista de les seves candidatures:
| Any  | Organització                              | Premis                                             | Resultat  | Ref             |
| ---- | ----------------------------------------- | -------------------------------------------------- | --------- | --------------- |
| 2012 | Guinness World Records                    | Senzill Venut Més Ràpidament a la Història Digital | Guanyador | [ 53 ]          |
| 2013 | Academy of Country Music Awards           | Millor Vídeo Musical                               | Nominat   | [ cal citació ] |
| 2013 | Billboard Music Awards                    | Cançó Més Reproduïda (Top Streaming Song) (Vídeo)  | Nominat   | [ 54 ]          |
| 2013 | Billboard Music Awards                    | Millor Cançó Country                               | Guanyador | [ 54 ]          |
| 2013 | BMI Awards                                | Cançó Award-Winning                                | Guanyador | [ 55 ]          |
| 2013 | CMT Music Awards                          | Vídeo de l'Any                                     | Nominat   | [ 56 ]          |
| 2013 | Grammy Awards                             | Enregistrament de l'Any                            | Nominat   | [ 57 ]          |
| 2013 | MTV Video Music Awards Japan              | Millor Vídeo Femení                                | Nominat   | [ 58 ]          |
| 2013 | MTV Video Music Awards Japan              | Millor Vídeo Pop                                   | Nominat   | [ 58 ]          |
| 2013 | MTV Video Music Awards Japan              | Millor Vídeo de Karaoke                            | Nominat   | [ 58 ]          |
| 2013 | Much Music Video Awards                   | Vídeo Internacional de l'Any                       | Nominat   | [ 59 ]          |
| 2013 | Myx Music Award                           | Vídeo Internacional Preferit                       | Nominat   | [ 60 ]          |
| 2013 | Nickelodeon Kids' Choice Awards           | Cançó Preferida                                    | Nominat   | [ 61 ]          |
| 2013 | Argentina Nickelodeon Kids' Choice Awards | Cançó Internacional Preferida                      | Nominat   | [ 62 ]          |
| 2013 | People's Choice Awards                    | Cançó Preferida                                    | Nominat   | [ 63 ]          |
| 2013 | Radio Disney Music Awards                 | Millor Cançó de Ruptura                            | Guanyador | [ 64 ] [ 65 ]   |
| 2013 | Sirius XM Holdings Awards                 | Vídeo Internacional de l'Any                       | Nominat   | [ 66 ]          |
| 2013 | Sirius XM Holdings Awards                 | Senzill Internacional de l'Any                     | Nominat   | [ 66 ]          |
| 2013 | Teen Choice Awards                        | Choice Cançó de Ruptura                            | Nominat   | [ 67 ]          |
| 2013 | Teen Choice Awards                        | Choice Cançó Country                               | Guanyador | [ 67 ]          |
| 2013 | MTV Millennial Awards                     | Hit Chicle del Año                                 | Guanyador | [ 68 ]          |
| 2013 | Hito Music Awards                         | Millor Cançó Western                               | Guanyador | [ 69 ]          |
| 2014 | World Music Awards                        | World Millor Cançó                                 | Guanyador | [ 70 ]          |
| 2014 | World Music Awards                        | World Millor Vídeo                                 | Nominat   | [ 70 ]          |
| 2014 | ASCAP Awards                              | Cançó Més Interpretada                             | Guanyador | [ 71 ]          |
| 2014 | BMI Pop Awards                            | Cançó Award-Winning                                | Guanyador | [ 72 ]          |

## Crèdits i personal

Logotip de Red, quart àlbum d'estudi de Taylor Swift (2012).

Crèdits extrets del senzill en format CD:
- Taylor Swift: Veu principal, compositora, productora, cors
- Max Martin: Productor, compositor, teclats
- Shellback: Productor, compositor, guitarra, baix, teclats, programació
- Tom Coyne: Masteritzador
- Sam Holland i Michael Ilbert: Enregistradors
- Eric Eylands i Greg Fuess: Assistents d’enregistrament
- Serban Ghenea: Mesclador
- John Hanes: Enginyer de mescles
- Tim Robert: Enginyer assistent de mescles
- JoAnn Tominaga: Coordinador de producció
- Scott Borchetta: Productor executiu